# 髋人字石膏

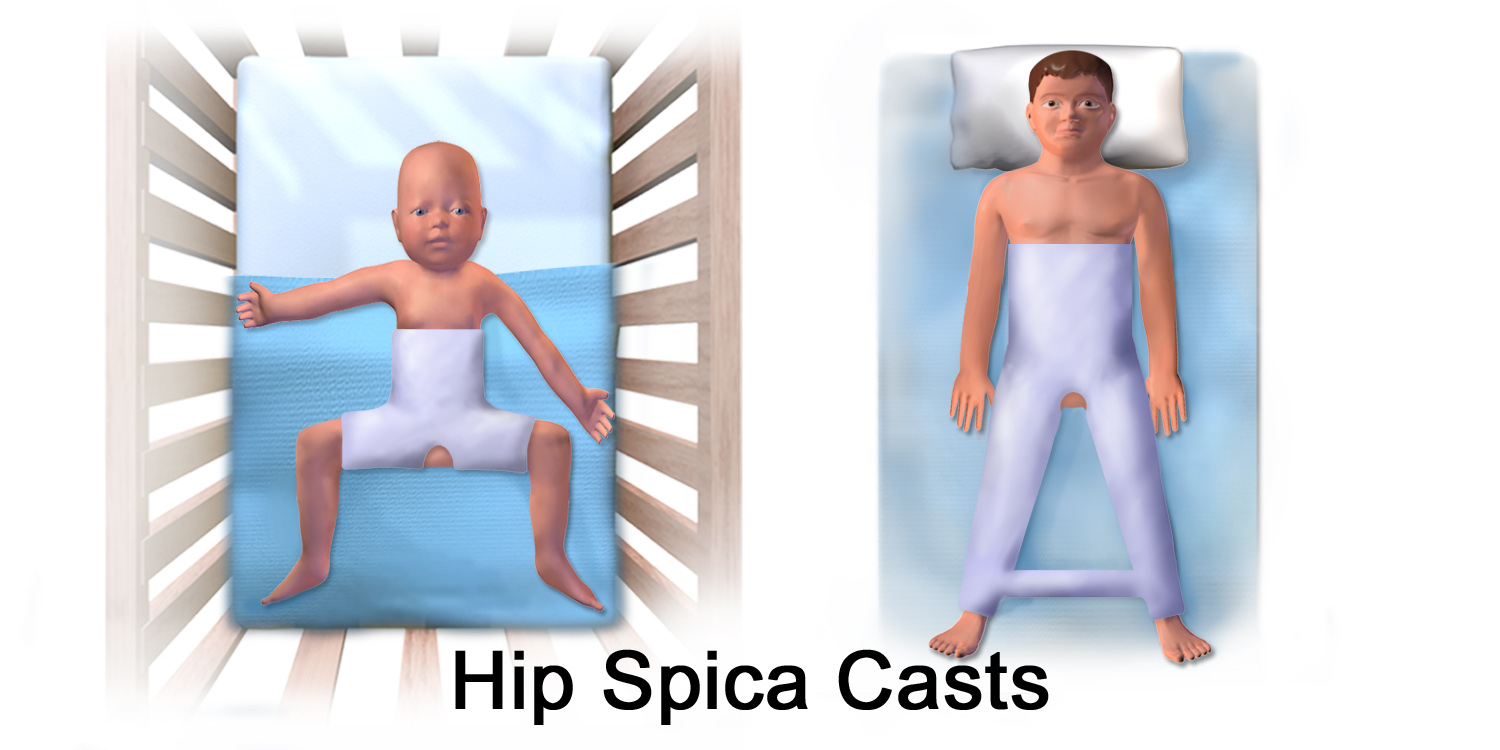
两种髋人字石膏的示意图

髋人字石膏（英語：hip spica cast）是用于固定髋部或大腿的矫形石膏，用于促进髋关节受伤或股骨骨折的愈合。
髋人字石膏覆盖身体的躯干和一至两条腿。只覆盖一条腿和脚踝或脚的髋关节石膏称为单髋关节石膏（single hip spica），而覆盖两条腿的则称为双髋人字石膏（double hip spica）。此外还有覆盖一条腿和脚踝或脚，另一条腿覆盖到膝盖上方的髋人字石膏，称为“one-and-a-half hip spica”。髋人字石膏覆盖躯干的程度在很大程度上取决于受伤程度；髋人字石膏可能仅延伸至肚脐，允许脊柱活动，并可借助拐杖行走，或在某些罕见情况下延伸至胸腔，甚至腋窝。
一些髋人字石膏还有一个连接在膝盖或小腿附近的横杆，以增加额外的稳定性。髋人字石膏的前部和后部都有一个大开口，让佩戴者可以使用厕所。婴儿使用的髋人字石膏的开口大到足以将尿布塞在里面，石膏上可再穿一块尿布，使里面的尿布保持在原位。
除髋人字石膏外，钛制弹性髓内钉（titanium elastic nailing，TEN）亦可用于治疗股骨骨折，据对照研究指出，相比髋人字石膏，钛制弹性髓内钉在治疗儿童股骨干骨折方面有显著的优势。